# Hamina
Hamina (in svedese Fredrikshamn) è una città finlandese 19549 abitanti, situata nella regione del Kymenlaakso.
Hamina fu fondata nel 1653, quando la Finlandia faceva parte del regno di Svezia. Le fortificazioni che la circondano furono iniziate nel 1722 dagli svedesi, per proteggersi dall'avanzata russa dopo che questi conquistarono la città di Vyborg. 
Lo sforzo si rivelò successivamente inutile: i soldati svedesi in ritirata bruciarono la città nel 1741, e nel 1743 essa passò sotto il dominio russo secondo il trattato della pace di Turku.

## Amministrazione

### Gemellaggi
- Falun
- Paide
- Røros
- Vordingborg